# San Lorenzo (Campi Bisenzio)
San Lorenzo (già San Lorenzo a Campi) è una frazione del comune italiano di Campi Bisenzio, nella città metropolitana di Firenze, in Toscana.
Si tratta di una delle cinque frazioni che compongono l'agglomerato urbano di Campi Bisenzio, tant'è che viene comunemente considerata dalla popolazione come un quartiere della città. Si trova nella parte occidentale del territorio comunale, oltre la riva destra del Bisenzio ed ormai forma un solo agglomerato urbano con le vicine frazioni di San Martino e Santa Maria.

## Monumenti e luoghi d'interesse
Nel territorio del popolo di San Lorenzo si erge il monumento simbolo della città di Campi Bisenzio, ossia la Rocca Strozzi; oltre ad essa, vanno ricordate la chiesa di San Lorenzo, attestata fin dal 1208 ma praticamente ricostruita in forme moderne negli anni sessanta del XX secolo e la bellissima Villa Il Palagio (XVIII secolo) già dimora signorile ed oggi di proprietà della locale Misericordia, che vi ha realizzato tra l'altro "Casa Diletta", una struttura per ospitare i parenti dei ricoverati di fuori zona negli ospedali fiorentini.

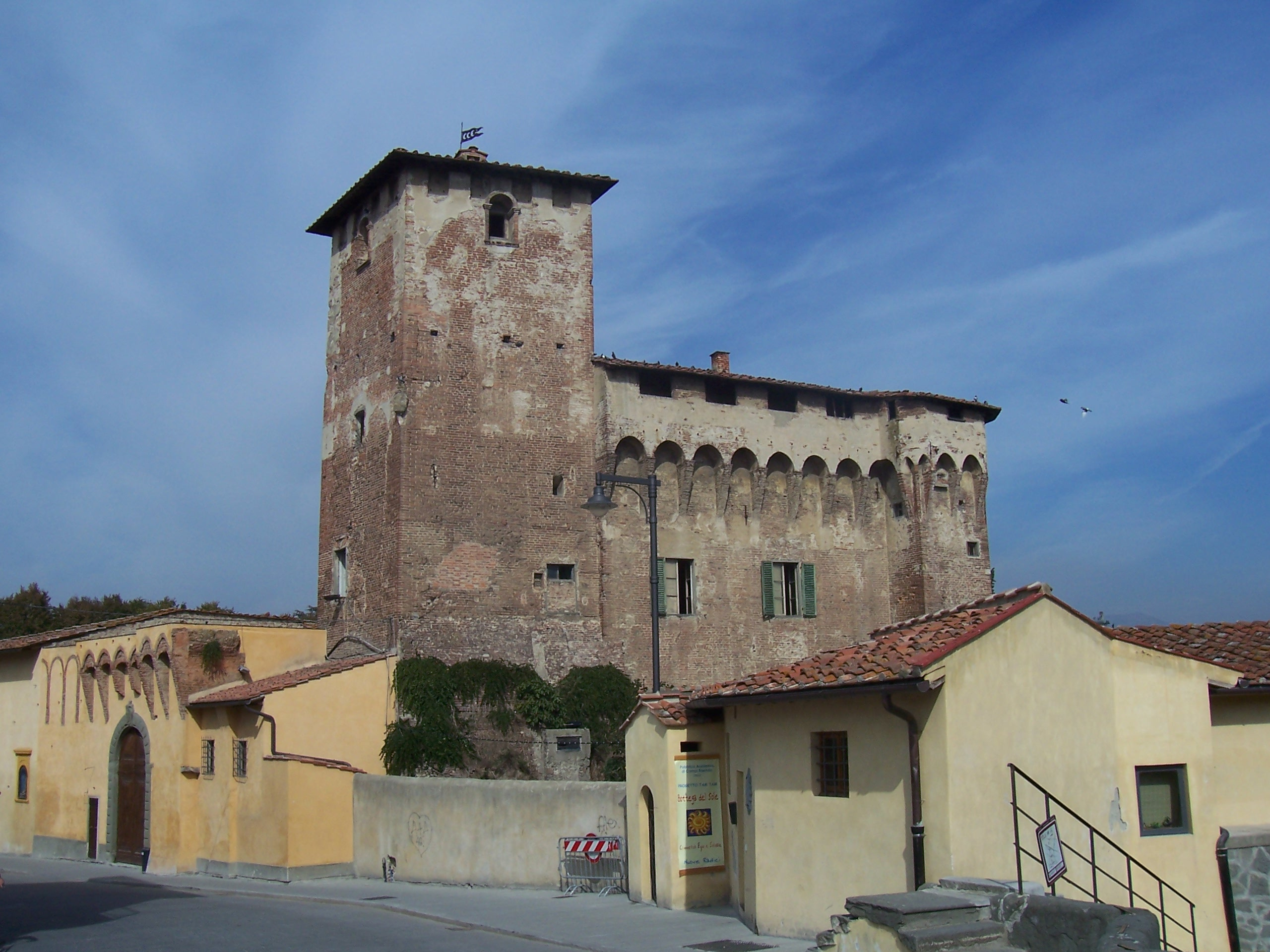
Rocca Strozzi
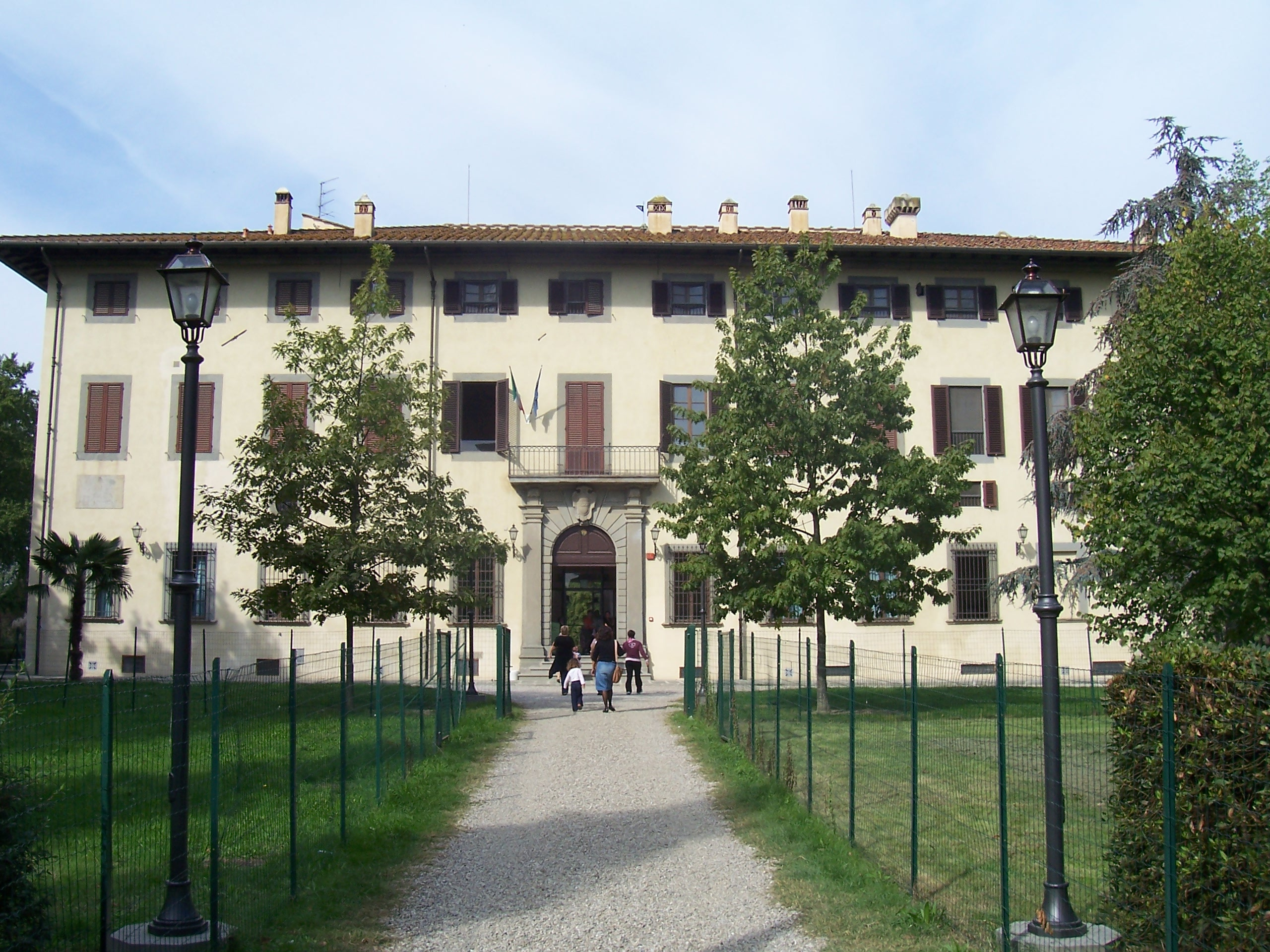
Villa Il Palagio

## Società

### Religione
Negli anni '90 del XX secolo, la parrocchia di San Lorenzo a Campi si è annessa il territorio e la popolazione della soppressa parrocchia di San Martino, assumendo così il nome di Santi Lorenzo e Martino a Campi. Dal punto di vista ecclesiastico, il popolo di San Lorenzo e San Martino a Campi comprende anche la frazione di Le Miccine e la parte di San Giorgio a Colonica situata sul comune di Campi Bisenzio.